# Alt-text
Alt-text, ibland även alternativ text eller alt-taggar är inom HTML och XHTML en alternativ text som beskriver det element som attributet hör till, ofta en bild. Den alternativa texten presenteras om webbläsaren inte lyckas rendera det aktuella elementet, eller om användaren stängt av möjligheten att visa objektet. Till exempel skriver många webbläsare ut alt-attributet i ett img-element om sökvägen till bilden är felaktig. 
World Wide Web Consortium uppmuntrar användningen av alt-attribut för en ökad tillgänglighet för personer med funktionsnedsättning, bland annat genom att det ger skärmläsare möjligheten att förstå vad bilden föreställer. Om en webbplats saknar alt-text läser skärmläsaren i stället namnet på bildfilen, vilket påverkar sidans tillgänglighet beroende på hur väl filnamnet beskriver bilden ifråga. Digg, myndigheten för digital förvaltning, rekommenderar att visst dekorativt innehåll döljs för personer som använder olika hjälpmedel. Det kan göras genom bilden ges ett tomt alt-attribut, vilket förhindrar att t.ex. skärmläsare anger filtiteln istället.
Textbaserade webbläsare, så som Lynx, skriver i regel ut alt-texten direkt utan att visa elementet.